# غوروديشتشي (مقاطعة فلاديمير)
غوروديشتشي (بالروسية: Городищи) هي مدينة في إقليم بيتوشكي في مقاطعة فلاديمير أوبلاست في روسيا. يبلغ عدد سكانها حوالي 5,467 نسمة حسب تعداد عام 2013.